# 山添インターチェンジ
山添インターチェンジ（やまぞえインターチェンジ）は奈良県山辺郡山添村大西にある名阪国道のインターチェンジである。

## 道路
- E25 名阪国道（21番）

## 接続する道路
- 奈良県道80号奈良名張線

## 周辺
- 山添村立山添中学校
- 山添村立やまぞえ小学校
- 山添消防署
- apollostation名阪国道山添インターSS（ガソリンスタンド）

## 山添バスストップ
山添インターチェンジに併設されているバス停留所。自動車専用道路ではあるが、高速バス以外の一般路線バスも運行されている。
停留所名は国道山添だが、奈良交通の高速バスは大和高原山添と称する。

### 停車するバス

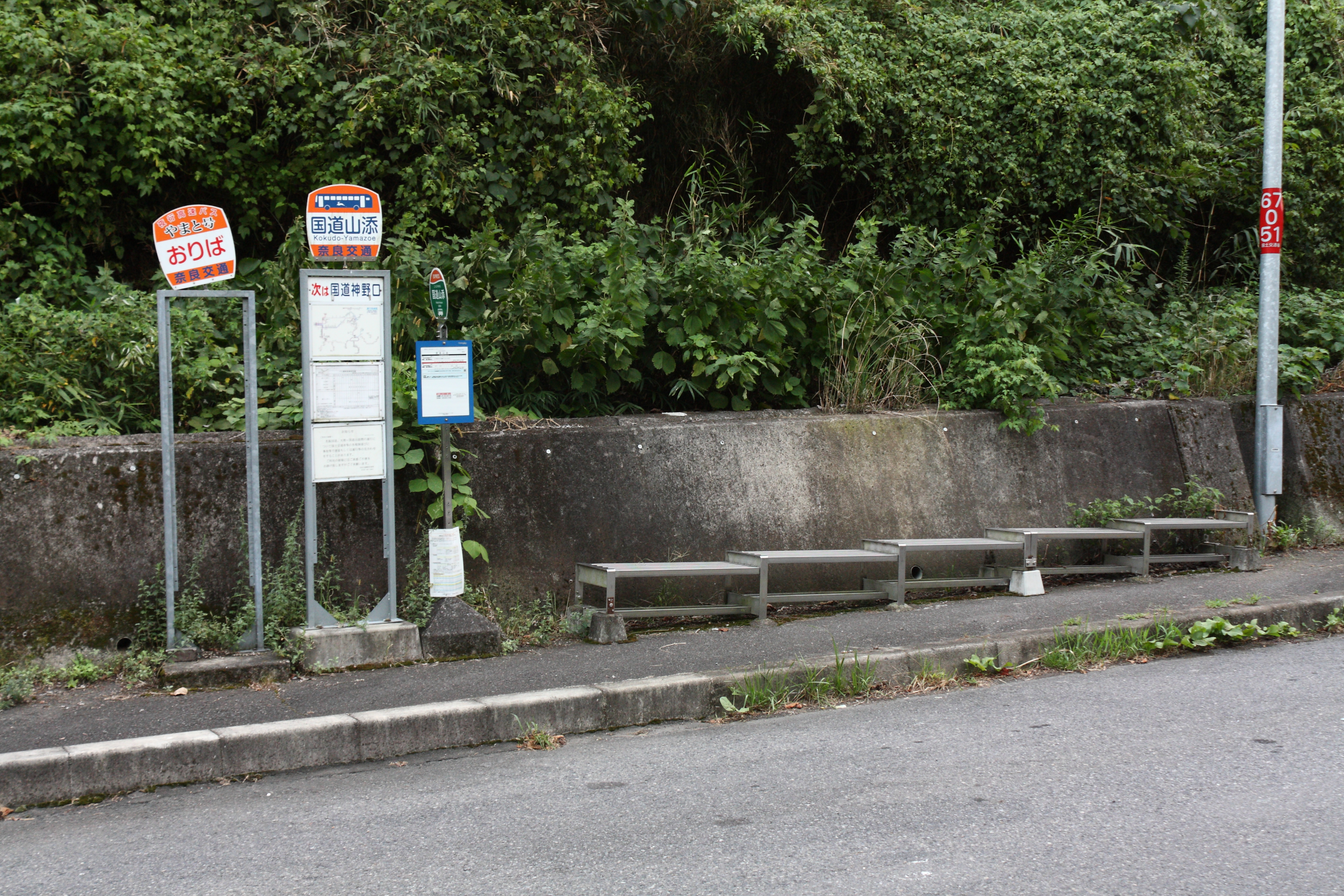
国道山添バス停
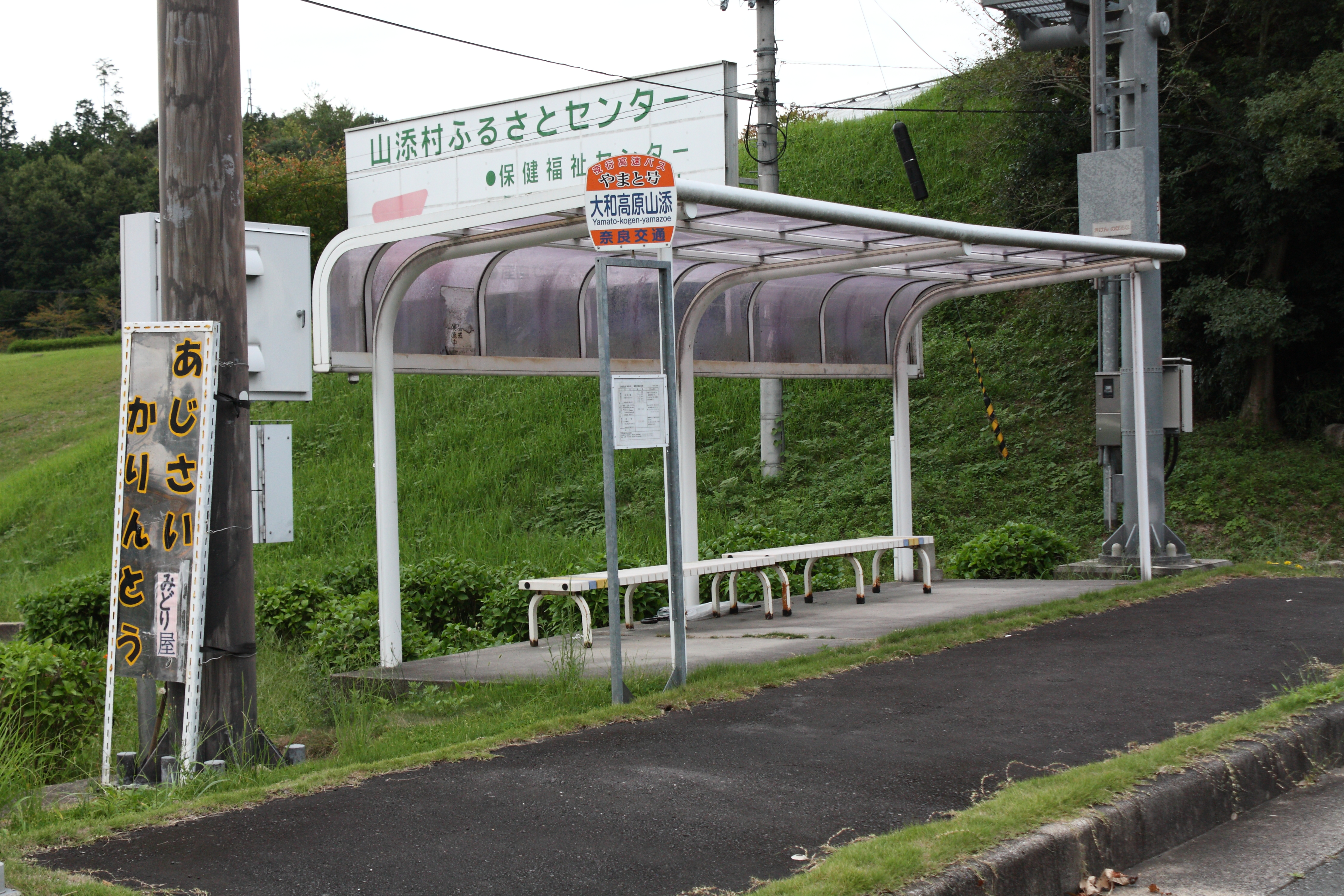
大和高原山添バス停

昼行高速バス
- 奈良名古屋線： 名鉄バスセンター 行き （奈良交通・名鉄バス）

夜行高速バス
- やまと号 奈良新宿線： バスタ新宿・京王プラザホテル 行き （奈良交通・関東バス）
- やまと号 五條新宿線： バスタ新宿・京王プラザホテル 行き （奈良交通・関東バス）
- やまと号 奈良千葉線： 横浜駅（YCAT）・京成上野駅・TDR・津田沼駅 行き （奈良交通・京成バス）

一般路線バス
- 奈良交通 38系統： 針インター 行き
- 三重交通 60系統： 上野市駅 行き

※以前は天理駅に直通していたが、現在は針インターで乗り継がないと行くことができない。三重交通の針インター行きは2023年4月1日のダイヤ改正で廃止された。
- 国道山添バス停
- 大和高原山添バス停

## 隣
E25 名阪国道
(20) 五月橋IC - (21) 山添IC - (22) 神野口IC/BS